# Хаджи-Юсуфли
Хаджи-Юсуфли (на македонска литературна норма: Хаџи-Јусуфли) е бивше село в централната част на Северна Македония.

## География
Селото е било разположено на левия бряг на река Брегалница, североизточно от разположеното на другия бряг село Убого.

## История
В XIX век Хаджи-Юсуфли е турско село в Щипска кааза на Османската империя. Според статистиката на Васил Кънчов („Македония. Етнография и статистика“) от 1900 година Хаджи Юсуфли има 125 жители, всички турци.
След Междусъюзническата война в 1913 година селото остава в Сърбия.
На етническата си карта от 1927 година Леонард Шулце Йена показва Хаджи Юсуфли (Hadži-Jusufli) като турско село.